# Muro marroquí
Muro marroquí, muro de seguridad, muro de la vergüenza o muro del Sahara Occidental es un conjunto de ocho muros defensivos de una longitud superior a los 2720 km construidos por Marruecos en el territorio ocupado del Sahara Occidental. Es una zona militar con búnkeres, vallas y campos de minas, construida con el fin de proteger el territorio efectivamente ocupado por Marruecos de las incursiones del Frente Polisario, y evitar la vuelta de los refugiados saharauis al territorio.